# 霍恩比填海工程
霍恩比填海工程（Hornby Vellard）是一个土木工程项目，旨在将孟买七岛变成拥有深水天然海港的单个岛屿。工程由总督威廉·霍恩比开始于1708年， 直到1838年所有岛屿被连为整体。 
1784年完成了第一个重要工程项目，